# Belgische Literatur
Belgien ist ein mehrsprachiges Land, in welchem je nach Landesteil Französisch (Wallonien), Niederländisch (Flandern) oder Deutsch (Ostbelgien) gesprochen wird. Die belgische Literatur und die entsprechenden Autoren werden deswegen zumeist der französischen, niederländischen oder deutschen Literatur zugeordnet.
Die Gebiete, aus denen 1830 Belgien entstand, gehörten im späten Mittelalter zu Burgund, später zu den Spanischen Niederlanden.
Danach bildeten diese Gebiete die Österreichischen Niederlande, waren von 1795 bis 1815 Teil von Frankreich und von 1815 bis 1830 Teil Vereinigten Königreiches der Niederlande.
1830 wurde das Königreich Belgien gegründet.
Siehe auch: Geschichte Belgiens

## Die französische Literatur in Belgien
Hauptartikel: Französische Literatur
In der Zeit der Spanischen und der Österreichischen Niederlande wurde auch in den niederländischsprachigen Gegenden das Französische die Sprache der Oberschicht.
In der Zeit, in der die später belgischen Gebiete zu Frankreich gehörten, verstärkte sich diese Tendenz.
Das führt dazu, dass französische Literatur in Belgien nicht unbedingt von Wallonen stammen muss, sondern auch von Flamen, die es vorzogen, französisch zu schreiben.
Im Königreich Belgien, das 1830 gegründet worden war, war das Französische die Kultursprache, auch in den niederländischsprachigen Landesteilen.
Ab Ende des 19. Jahrhunderts nimmt die belgische Literatur ihren Aufschwung mit großen Namen wie Charles de Coster, Georges Rodenbach, Émile Verhaeren und Maurice Maeterlinck. Im 20. Jahrhundert zeigen sich Autoren wie Henri Michaux, Géo Norge, Marguerite Yourcenar, Georges Simenon oder in jüngster Zeit Amélie Nothomb. Hergé ist einer der großen Namen in der Comic-Szene.

### Verschiedene Phasen
In der französischsprachigen Literatur Belgiens sind mehrere Phasen feststellbar.
- Während der ersten Phase, die mit der Gründung Belgiens im Jahre 1830 anfing und 1918 mit dem Ende des Ersten Weltkrieges nachließ, zögert die Mehrheit der Schriftsteller nicht, durch ihren Stil, ihre Sprache und ihre Themen ihren Stolz auf das Vaterland zu betonen, um damit auszudrücken, dass Belgien eigene, von anderen Ländern differenzierte Merkmale hat. Sie gebrauchen Wörter und Ausdrücke, die ihren Ursprung in dem in Belgien gesprochenen Französisch oder in den verschiedenen Dialekten haben (beispielsweise sagt man im Französischen für siebzig "soixante-dix" während in Belgien "septante" üblich ist) und legen die Handlungen ihrer Werke in verschiedene Orte von Belgien, und es treten belgische Protagonisten auf.
- Während der zweiten Phase, Anfang des 20. Jahrhunderts beginnend, fingen die Autoren an, eine mehr "französische" Haltung anzunehmen und Geschichten zu erzählen, die sich im Allgemeinen in anderen Ländern als Belgien abspielen.

Etwa seit 1960 ist die erste Phase von den Autoren wiederentdeckt worden. (Vgl. auch einige Werke von Georges Simenon, dessen Kommissar Maigret verschiedene "Ausflüge" nach Belgien macht.)

## Die niederländische Literatur in Belgien
Hauptartikel: Niederländische Literatur
Im späten Mittelalter waren Flandern und Brabant kulturell tonangebend für die übrigen niederländischsprachigen Gebiete der Spanischen Niederlande.
Siehe auch Niederländische Literatur, Abschnitt Mittelalter.
Gegen Ende des Achtzigjährigen Krieges verließen viele Intellektuelle Flandern und Brabant und ließen sich in Holland nieder.
Dies bedeutete eine Schwächung der niederländischen Literatur in den südlichen Spanischen Niederlanden.
Im Frieden von Münster im Jahre 1648 wurden die Spanischen Niederlande geteilt: in einen protestantischen unabhängigen Norden und einen katholischen Süden (der unter spanischer Herrschaft blieb).
In der Zeit wurden die kulturellen Kontakte zwischen dem Süden und dem Norden sehr schwach.
So wurde das Volk auch nicht durch aus den damaligen Niederlande kommenden Schriften beeinflusst. Aus diesem Grund ist die Zahl belgischer Werke in niederländischer Sprache niedriger als die der Französisch sprechenden Autoren. Bis ins 20. Jahrhundert ist das Flämische eine volkstümliche Sprache (oder Dialekt) geblieben, während die Sprache der flämischen Elite das Französische war. Flämische Schriftsteller werden auch in den Niederlanden und niederländische in Belgien gelesen. Zu den bekannten flämischen Schriftstellern in Belgien zählen Hugo Claus, Kristien Hemmerechts, Tom Lanoye, Anne Provoost und Geert van Istendael.

## Die deutsche Literatur in Belgien
Hauptartikel: Deutschsprachige Literatur
In der deutschsprachigen Gemeinschaft in Ostbelgien hat sich seit der Zugehörigkeit der Region zu Belgien eine Literaturszene am Übergang zwischen dem wallonisch-französischen und dem deutschen Kulturraum entwickelt. Beispielhaft hierfür zu nennen ist das junge Literaturforum Krautgarten, in dem zahlreiche Autoren aus beiden Sprachräumen publizieren. Eine führende Rolle in der Öffentlichkeitswahrnehmung hat seit vielen Jahren der Grenz-Echo-Verlag inne, zu dem auch die gleichnamige Tageszeitung gehört.

## Bibliographie
- Robert Frickx, Raymond Trousson et al.: Lettres françaises de Belgique. Dictionnaire des oeuvres. I. Le roman. II. La poésie. III, Le théâtre. L’essai et IV. 1981-1990. Duculot, Paris-Gembloux 1988, 1988, 1989 et 1994.
- J.-P. Bertrand, M. Biron, B. Denis, R. Grutman (dirs): Histoire de la littérature belge. 1830-2000. Fayard, Paris 2003.
- Benoît Denis et Jean-Marie Klinkenberg: La littérature belge. Précis d'histoire sociale. Labor, coll. Espace Nord, "Référence", Bruxelles 2005.
- Bibliographie des écrivains français de Belgique. 5 vol. (jusque O), Palais des Académies, Bruxelles 1958-1988.
- Christian Berg et Pierre Halen (dir.): Littératures belges de langue française. Histoire et perspectives (1830-2000). Le Cri, „Histoire“, Bruxelles 2000
- Anja van de Pol-Tegge: Belgische Literaturen in deutscher Übersetzung. Kulturelle und historische Verflechtungen von 1945 bis zur Gegenwart. transcript, Bielefeld, 2023. ISBN 978-3-8376-6572-7, https://doi.org/10.14361/9783839465721.